# 美森ここ
美森 ここ（みもり ここ、1985年9月7日 - ）は、日本の元AV女優。
特技:ピアノ。

## 略歴
- 2004年 - アリスJAPAN（ジャパンホームビデオ）専属女優としてAVデビュー。
- 2006年5月 - 『僕とウサギの飼育性活』（MOODYZ）の発売をもって完全引退した。

## 作品

### オリジナルビデオ
- 女狼　妖艶乱蜜剣（2004年12月1日、ENGEL）共演:中川瞳

### アダルトビデオ
2004年
- Here is Love（11月26日、アリスJAPAN）※デビュー作
- ココ、気持ちイィ!（12月31日、アリスJAPAN）

2005年
- ココ濡れガール（1月28日、アリスJAPAN）
- ラブファンタジー（2月25日、アリスJAPAN）
- KAGUYA（3月25日、アリスJAPAN）
- 制服人形（4月29日、アリスJAPAN）
- 牝に犯られる女（5月27日、アリスJAPAN）共演:松島やや、あきられいこ
- 風俗で美森こことしたいっ!（6月30日、アリスJAPAN）
- 女尻（7月29日、アリスJAPAN）
- 女子校生は性奴隷（8月26日、アリスJAPAN）
- インモラルナース（9月30日、アリスJAPAN）
- 就職活動女子大生（10月28日、アリスJAPAN）
- 初セル（12月13日、MOODYZ）

2006年
- 激ピストン 17216回（1月13日、MOODYZ）
- おもらし女子校生（2月13日、MOODYZ）
- ぶっかけ新婚生活（3月1日、MOODYZ）
- 最高のオナニーのために（4月1日、MOODYZ）
- 僕とウサギの飼育性活（5月13日、MOODYZ）※引退作

## 外部サイト
※以下は、18禁サイト
- アリスJAPAN 女優詳細 美森ここ
- MOODYZ 美森ここ